# Besset
Besset – miejscowość i gmina we Francji, w regionie Oksytania, w departamencie Ariège.
Według danych na rok 1990 gminę zamieszkiwały 123 osoby, a gęstość zaludnienia wynosiła 15 osób/km² (wśród 3020 gmin regionu Midi-Pireneje Besset plasuje się na 940. miejscu pod względem liczby ludności, natomiast pod względem powierzchni na miejscu 1230.).